# Off the Leash
Off the Leash is het zesde studioalbum van de Canadese punkband The Real McKenzies. Het album werd in 2008 opgenomen en op 5 augustus dat jaar via het platenlabel Fat Wreck Chords uitgegeven op cd en (gekleurd) vinyl. In Europa werd het album op 11 juli 2008 uitgegeven.

## Nummers
1. "Chip" - 3:14
2. "The Lads Who Fought & Won" - 2:44
3. "The Ballad of Greyfriars Bobby" - 2:55
4. "Kings of Fife" - 2:50
5. "Old Becomes New" - 2:13
6. "White Knuckle Ride" - 3:27
7. "The Maple Trees Remember" - 3:26
8. "Anyone Else" - 2:21
9. "My Mangy Hound" - 2:13
10. "Too Many Fingers" - 2:51
11. "Drink Some More" - 3:19
12. "Guy on Stage" - 3:38
13. "Culling the Herd" - 3:29